# Berthold Feiwel

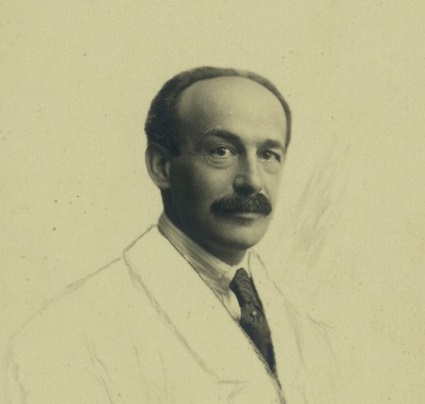

Berthold Feiwel, född 15 augusti 1875, död 29 december 1937, var en judisk-sionistisk politiker av österrikisk börd.
Feiwel var från 1901 en av sionismens ledande män, redaktör, grundare och utgivare av ett flertal tidningar, tidskrifter, bokförlag med mera med sionistisk syftning. 1919-26 var han direktör för den sionistiska organisationen Keren Hajessod, från 1929 för det sionistiska bankinstitutet The jewish colonial trust i London.